# Canó rotatiu
Un canó rotatiu, o canó tipus Gatling, és un tipus de canó automàtic que utilitza múltiples canons que, en conjunt, giren entorn d'un eix central per proporcionar una cadència de tir molt superior a metralladores o canons automàtics de calibre equivalent. Aquest tipus d'arma pot realitzar milers de trets per minut gràcies a que les accions de càrrega, tret i descàrrega s'efectuen simultàniament en diferents canons a mesura que aquests rotan; a més la rotació evita que els canons es sobrecalienten. La rotació del conjunt de canons en la majoria dels casos la realitza una força externa com pot ser un motor elèctric, encara que s'han desenvolupat algunes versions accionades pels gasos de tret.

## Història

### Desenvolupament de canons automàtics basats en el sistema Gatling

#### Projecte Vulcan
A mesura que les metralladores evolucionaven, les Gatling van ser caient en l'oblit fins a finals dels 1940. En aquells dies, la velocitat dels avions de combat era tan alta, que fins i tot les metralladores més ràpides resultaven massa lentes per encertar de forma satisfactòria en les breus trobades. Això va crear el famós "Projecte Vulcan", que el seu objectiu era desenvolupar una arma superrápida per a les Forces Armades dels EUA. El projecte va ser dut a terme per General Electric.

#### M61 Vulcan

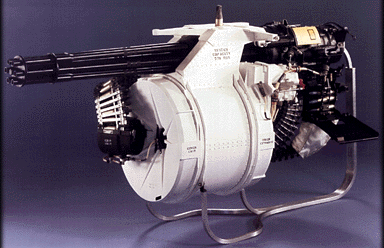
Vulcan sobre un pedestal.

Durant la Segona Guerra Mundial, es va desenvolupar el M61 Vulcan, un precursor del modern canó automàtic Gatling. Consta de 6 canons de 20 mm i té una cadència de 6.600 projectils per minut (és a dir, fa 110 trets per segon). Fou desenvolupat en juny de 1946 per General Electric, supervisada per la USAF, va ser ideat per ser USAF en aeronaus. Aquest poderós canó automàtic és l'arma principal de la majoria dels caces nord-americans des de principis dels anys 1960.

#### Sistema de defensa antiaèria Vulcan M163

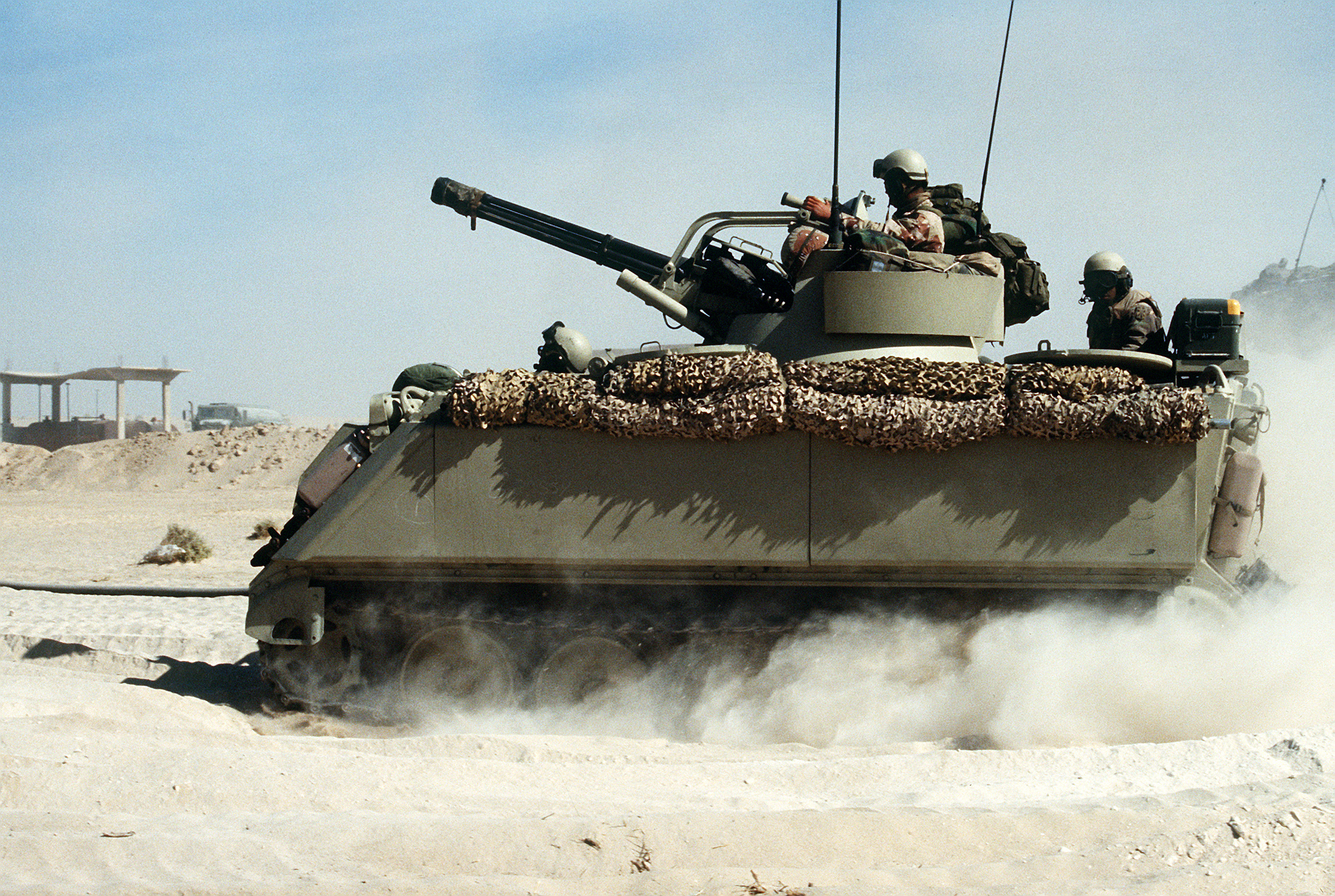
Sistema antiaeri M163 en l'operació Tempesta del Desert.

El sistema va ser desenvolupat a principis dels anys de 1960 amb la finalitat de reemplaçar al M42 de 40 mm. Les primeres unitats de producció van ser acabades en 1986 per General Electric, construint-se un total de 671 unitats. El M163 compta amb una tripulació de quatre homes, un dels quals opera la torreta i el canó automàtic de 20 mm, el qual és guiat per un sistema de radar col·locat al costat dret de la torreta.

#### AN/GAU-8 Avenger

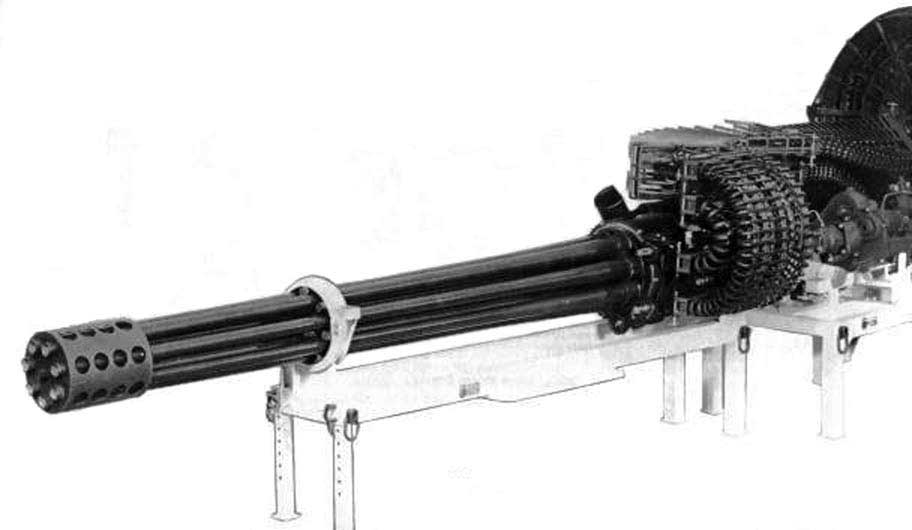
Muntatge d'un GAU-8 Avenger.

Desenvolupat en 1970, el canó automàtic rotatiu GAU-8 Avenger és una arma de set canons calibre 30 mm basat en el principi Gatling. En l'actualitat solament es troba instal·lat en l'avió Fairchild A-10 Thunderbolt II de suport proper, per a destrucció de blancs sense blindatge i com a arma antitanc. El canó està instal·lat en la part davantera de l'aeronau, sota la cabina del pilot, i va ser dissenyat i construït per la secció de Sistemes d'Armament de Martin Marietta.

#### Phalanx CIWS

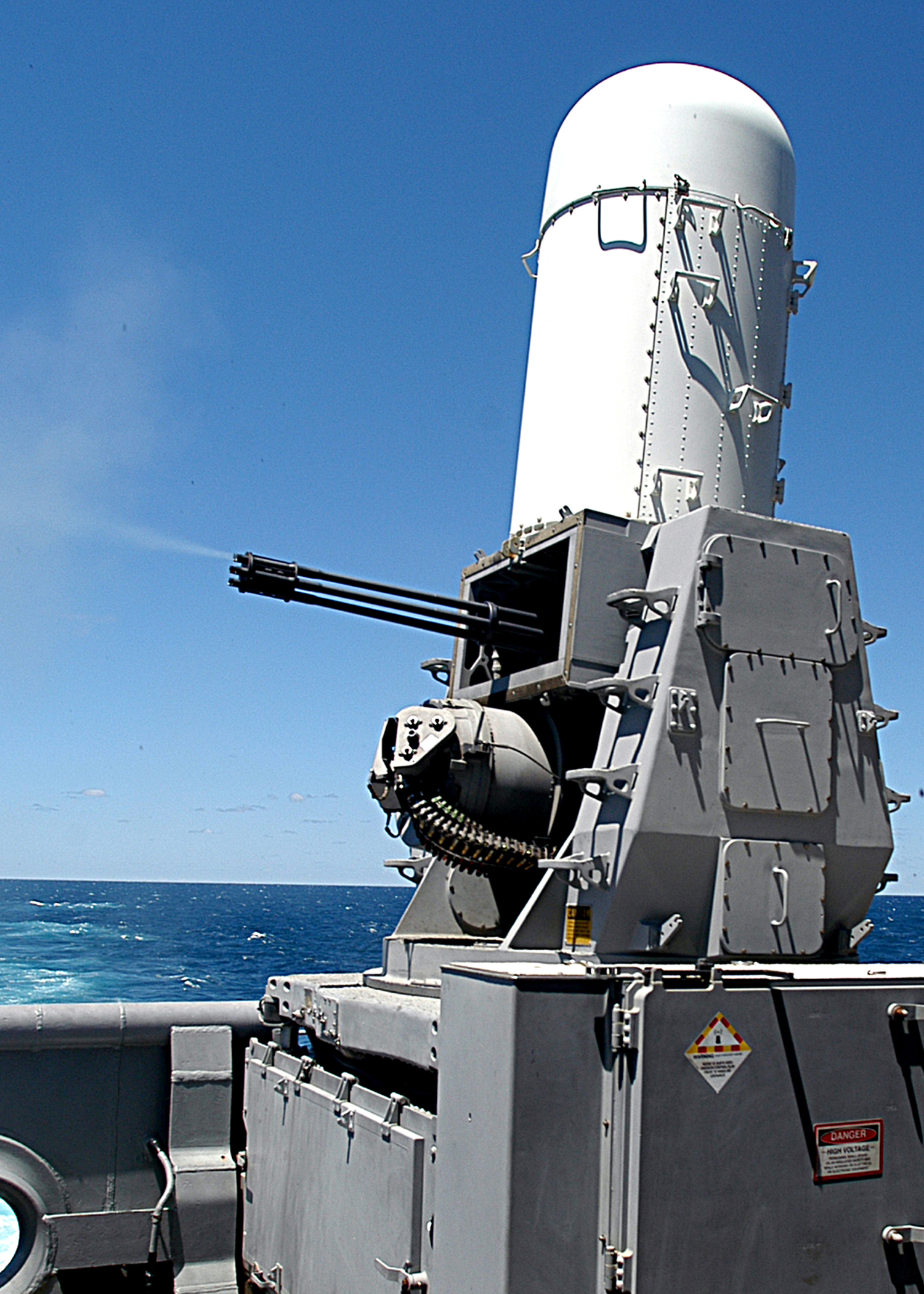
Sistema de defensa antimíssils Phalanx.

És un sistema de defensa automàtic, controlat directament per la computadora d'un vaixell, que intercepta qualsevol objecte volador identificat per la mateixa com a enemic. Amb una velocitat de tret altíssima i projectils de 20 mm especials, pot "estendre", virtualment, una barrera de bales al voltant d'un vaixell en mig segon.
El Phalanx va començar les seves proves operacionals i les seves avaluacions a bord de l'USS Bigelow en 1977, i va superar les especificacions de confiabilitat i manteniment. La producció del Phalanx va començar en 1978, amb una ordre de 23 unitats. La data d'entrada en servei del Phalanx va ser 1980, a bord de l'USS Coral Sea. Vuit anys més tard es va estrenar el Block 1, a bord de l'USS Wisconsin, mentre que el Block 1B es va estrenar en 1999 en l'USS Underwood.